# Lumban Holbung Lumban Nabolon
Lumban Holbung Lumban Nabolon is een bestuurslaag in het regentschap Toba Samosir van de provincie Noord-Sumatra, Indonesië. Lumban Holbung Lumban Nabolon telt 391 inwoners (volkstelling 2010).